# جوی بوکیری
جوی بوکیری (انگلیسی: Joy Bokiri؛ زادهٔ ۲۹ دسامبر ۱۹۹۸) بازیکن فوتبال اهل نیجریه است.
وی همچنین در تیم ملی فوتبال زنان نیجریه بازی کرده‌است.